# Kanton Creil-Nogent-sur-Oise
Kanton Creil-Nogent-sur-Oise (fr. Canton de Creil-Nogent-sur-Oise) byl francouzský kanton v departementu Oise v regionu Pikardie. Skládal se z části obce Creil a obcí Nogent-sur-Oise a Villers-Saint-Paul. Zrušen byl po reformě kantonů 2014.